# Pristimantis farisorum
Espèce
Pristimantis farisorum est une espèce d'amphibiens de la famille des Craugastoridae.

## Répartition
Cette espèce est endémique du département de Nariño au Colombie.

## Étymologie
Cette espèce est nommée en l'honneur de Dick et de Marilyn Faris.

## Publication originale
- Mueses-Cisneros, Perdomo-Castillo & Cepeda-Quilindo, 2013 : A new species of the genus Pristimantis (Anura: Craugastoridae) from southwestern Colombia. Herpetotropicos, vol. 9, no 1/2, p. 37-45 (texte intégral).